# Laver-kupa

Rod Laver és az Európa-csapat a 2017-es Laver kupán

A Laver-kupa egy fedett keménypályás nemzetközi férfi tenisztorna, amelyet az Európa-csapat és a Világcsapat vív egymás ellen. A torna a golfban közismert Ryder-kupa mintájára Roger Federer kezdeményezésére jött létre Jorge Paulo Lemann brazil üzletember és korábbi Davis-kupa játékos, valamint az Ausztrál Tenisz Szövetség közreműködésével. Névadója Rod Laver, ausztrál teniszlegenda, akit a sportág történetének egyik legnagyobbjaként tartanak számon.
A csapatok 6-6 játékost nevezhetnek a tornára, Európa értelemszerűen európai, a Világcsapat pedig Európán kívüli országok játékosaiból. 3-3 játékos a világranglistás helyezése alapján kerül be, a másik hármat pedig a csapatkapitányok válogatják be. A csapatkapitányok szerepét szintén legendás, már nem aktív teniszezők töltik be, a kupa alapítása után eltelt kezdeti években Björn Borg és John McEnroe, hajdani nagy riválisok személyében. Őket 2025-től Yannick Noah és Andre Agassi követi.

## Lebonyolítás
A Laver-kupát 2017 óta rendezik meg a US Open után 2 héttel, a csapatkapitányoknak a US Open kezdetéig kell bejelenteniük a névsorokat. A torna időtartama 3 nap, mindegyik napon három egyéni és egy páros mérkőzést játszanak. A megnyert mérkőzések után a csapatok az első napon 1, a második napon 2, a harmadik napon 3 pontot kapnak. A mérkőzések két nyert játszmáig tartanak, 1:1-es állás esetén a döntő játszma egyetlen 10 pontig tartó tie break játékból áll. A kupát az a csapat nyeri, amelyik az így megszerezhető 24 pontból előbb éri el a 13-at. Ha ehhez nincs szükség az összes mérkőzés lejátszására, a hátralévő mérkőzéseket nem játsszák le. Ha a 12 mérkőzés lejátszása után az állás 12:12, a kupa sorsa egy további döntő páros mérkőzésen dől el. Minden benevezett játékosnak legalább egy egyéni mérkőzést kell vívnia az első két nap során, és egyikük sem játszhat kettőnél több egyénit a három nap alatt. A párosokban csapatonként legalább 4 játékosnak részt kell vennie, a párosok összeállítása a döntő páros mérkőzés kivételével nem ismétlődhet.
A torna szerepel az ATP Tour hivatalos versenynaptárában és a játékosok pénzdíjat kapnak a részvételért, de az itt elért eredmények nem számítanak bele a világranglista pontszámaiba. A helyszín évenként váltakozik európai és Európán kívüli városok között.

## Eredmények
| Év   | Helyszín                          | Európa-csapat | Eredmény                          | Világcsapat |
| ---- | --------------------------------- | --- | --------------------------------- | --- |
| 2017 | Prága                             | Björn Borg Rafael Nadal, Roger Federer Alexander Zverev, Marin Čilić Dominic Thiem, Tomáš Berdych | 15-9                              | John McEnroe Sam Querrey, John Isner Nick Kyrgios, Jack Sock Denis Shapovalov, Frances Tiafoe                   |
| 2018 | Chicago                           | Björn Borg Roger Federer, Novak Đoković Alexander Zverev, Grigor Dimitrov David Goffin, Kyle Edmund | 13-8                              | John McEnroe Kevin Anderson, John Isner Diego Schwartzman, Nick Kyrgios Jack Sock, Frances Tiafoe               |
| 2019 | Genf                              | Björn Borg Rafael Nadal, Roger Federer Dominic Thiem, Alexander Zverev Sztéfanosz Cicipász, Fabio Fognini | 13-11                             | John McEnroe John Isner, Miloš Raonić Nick Kyrgios, Taylor Fritz Denis Shapovalov, Jack Sock                    |
| 2020 | A Covid19-pandémia miatt elmaradt | A Covid19-pandémia miatt elmaradt | A Covid19-pandémia miatt elmaradt | A Covid19-pandémia miatt elmaradt                                                                               |
| 2021 | Boston                            | Björn Borg Danyiil Medvegyev, Sztéfanosz Cicipász Alexander Zverev, Andrej Rubljov Matteo Berrettini, Casper Ruud | 14-1                              | John McEnroe Félix Auger-Aliassime, Denis Shapovalov Diego Schwartzman, Reilly Opelka John Isner, Nick Kyrgios  |
| 2022 | London                            | Björn Borg Casper Ruud, Rafael Nadal* Sztéfanosz Cicipász, Novak Đoković Andy Murray, Roger Federer* Matteo Berrettini, Cameron Norrie * = Nadal és Federer csak egy párost játszottak Federer búcsúmérkőzésén, utána Berrettini és Norrie léptek a helyükre. | 8-13                              | John McEnroe Taylor Fritz, Félix Auger-Aliassime Diego Schwartzman, Frances Tiafoe Alex de Minaur, Jack Sock    |
| 2023 | Vancouver                         | Björn Borg Casper Ruud, Andrej Rubljov Hubert Hurkacz, Alejandro Davidovich Fokina Gaël Monfils, Arthur Fils | 2-13                              | John McEnroe Taylor Fritz, Félix Auger-Aliassime Frances Tiafoe, Tommy Paul Ben Shelton, Francisco Cerúndolo    |
| 2024 | Berlin                            | Björn Borg Alexander Zverev, Carlos Alcaraz Casper Ruud, Danyiil Medvegyev Sztéfanosz Cicipász, Grigor Dimitrov | 13-11                             | John McEnroe Taylor Fritz, Frances Tiafoe Ben Shelton, Alejandro Tabilo Francisco Cerúndolo, Thanasi Kokkinakis |